# Latemarspitze
Die Latemarspitze (auch Östliche Latemarspitze, italienisch Schenón) ist mit 2800 m s.l.m. eine der bedeutendsten Erhebungen des Latemarmassivs in den italienischen Dolomiten und ist somit Teil des Welterbe Dolomiten.

## Lage und Umgebung
Die Latemarspitze liegt im Hauptkamm des Latemar, der hier die Grenze zwischen den autonomen Provinzen Südtirol im Norden und Trentino im Süden bildet. Sie liegt östlich der 2650 m hohen Großen Latemarscharte (Forcella Latemar Grande), die sie von den Latemartürmen (Campanili del Latemar) mit der höchsten Erhebung des Massivs, dem Diamantiditurm (2842 m) trennt. In Richtung Osten setzt sich der Kammverlauf zum 2791 m hohen Cornon hin fort. Nach Norden hin fällt der Berg in steilen, etwa 700 Meter hohen Felswänden zu den ausgedehnten Schutthalden des Geplänk oberhalb des Karersees hin ab. An der deutlich flacheren Südseite überwiegen Schutt und Schrofengelände oberhalb des Valsorda, eines Seitentals des Fleimstals. Die Latemarspitze besteht wie der gesamte Latemar aus deutlich geschichtetem Schlerndolomit, die ausgeprägten Rinnen und Schluchten seitlich des Berges sind großteils auf stark erodierende magmatische Ganggesteine zurückzuführen.
Das Gipfelkreuz der Latemarspitze steht, vom Tal aus sichtbar, etwas nordwestlich des eigentlichen Gipfels auf einem kleinen Vorgipfel am Rande der steilen Nordabstürze.

## Stützpunkte und Wege
Als einziger der hohen Berge des Latemar ist die Latemarspitze durch markierte Wanderwege erschlossen und zählt daher zu den am häufigsten besuchten Bergen des Massivs. Von Osten her ist die Latemarspitze über einen markierten alpinen Steig zu erreichen. Ausgangspunkte für diese Tour sind die Feriensiedlung Karersee in der Gemeinde Welschnofen oder der Karerpass (1745 m). Von Westen führt ein Steig von der Großen Latemarscharte über die Südwestflanke zum Gipfel. Der Zugang ist von Obereggen, einer Fraktion der Gemeinde Deutschnofen oder vom Reiterjoch (1983 m) möglich.
Die einzige bewirtschaftete Schutzhütte in der Umgebung ist das Rifugio Torre di Pisa (auch Latemarhütte, 2671 m) im westlichen Latemarmassiv. Darüber hinaus stehen mit dem Bivacco Rigatti (2620 m) auf der Großen Latemarscharte und dem Bivacco Latemar A. Sieff (2365 m) südlich des Diamantiditurms zwei Biwakschachteln zur Verfügung.

## Geschichte
Die Latemarspitze wurde am 1. September 1884 von dem Augsburger Alpinisten Gustav Euringer mit dem Bergführer Battista Bernard erstbestiegen. Euringer hielt den Berg für die höchste Erhebung des Latemarmassivs und erkannte erst am Gipfel seinen Irrtum, woraufhin er ein Jahr später auch den tatsächlich höchsten Diamantiditurm erstbestieg. Euringer bestieg die Latemarspitze über die steile Nordseite durch eine schwierige und steile Rinne. Dieser Anstieg wurde nur selten wiederholt und schon bald begann sich der leichtere Weg durch die Südflanke durchzusetzen.